# Xenotyphlops mocquardi
Xenotyphlops mocquardi är en ormart som beskrevs av Wallach, Mercurio och Andreone 2007. Xenotyphlops mocquardi ingår i släktet Xenotyphlops och familjen maskormar. Inga underarter finns listade i Catalogue of Life.
Arten förekommer på en udde i nordöstra Madagaskar. Den hittades vid cirka 40 meter över havet. Regionen kännetecknas av sandig mark med en växtlighet av buskar. Fram till 2011 var bara ett enda exemplar känd. IUCN kategoriserar arten globalt som otillräckligt studerad.
The Reptile Database listar populationen som synonym till Xenotyphlops grandidieri.